# یولیا کولتونوا
یولیا کولتونوا (روسی: Юлия Николаевна Колтунова؛ زادهٔ ۴ مهٔ ۱۹۸۹) ورزشکار شیرجه اهل اتحاد جماهیر شوروی سوسیالیستی است.